# Orthophytum disjunctum
Orthophytum disjunctum är en gräsväxtart som beskrevs av Lyman Bradford Smith. Orthophytum disjunctum ingår i släktet Orthophytum och familjen Bromeliaceae. Inga underarter finns listade i Catalogue of Life.

## Bildgalleri

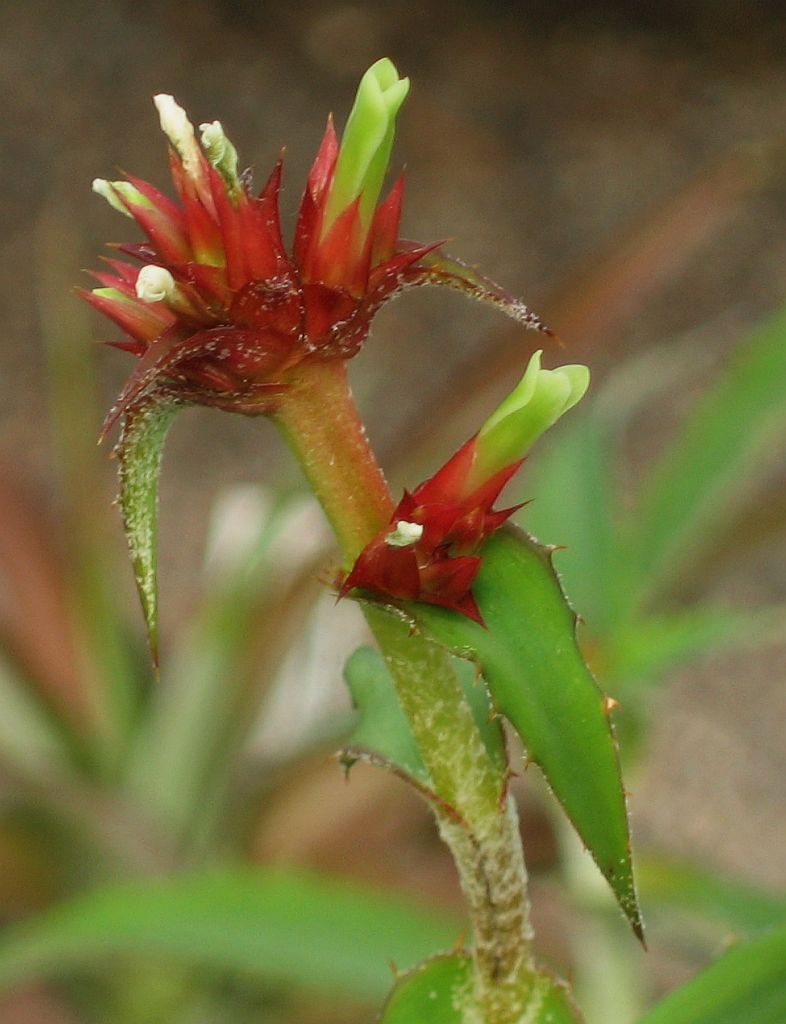